# La Vie scélérate
La Vie scélérate est un roman de l’écrivaine française guadeloupéenne Maryse Condé publié en 1987.

## Résumé
Le roman raconte l'histoire d'une famille guadeloupéenne dont certains membres vont quitter l'île. Le grand-père, Albert Louis, part travailler au creusement du canal de Panama. Son fils Jacob reste sur l'île à Pointe-à-Pitre et ne voyage qu'une fois, à New York. Son autre fils, Jean, devient instituteur et auteur d'un livre, La Guadeloupe inconnue. 
Thécla, une petite-fille d'Albert, part en France, en Angleterre, en Jamaïque. C'est sa fille Claude, dite Coco, qui est la narratrice du roman. Un autre descendant d'Albert Louis, Bert, s'exile en France où il meurt.

## Publication
Le roman paraît en 1987 aux éditions Seghers. Il est réédité l'année suivant par France Loisirs, puis sort en format de poche chez Hachette (Le Livre de poche) en 1989.
Le premier chapitre du roman paraît en prépublication anglaise dans la revue universitaire américaine Callaloo en hiver 1988.

## Récompense
- 1988 - Prix Anaïs-Ségalas de l’Académie française[3]